# Взаємодія свердловин
Взаємодія свердловин (рос. взаимодействие скважин; англ. well interference; well interaction; нім. gegenseitige Beeinflussung f der Sonden n pl) — явище взаємовпливу свердловин, яке полягає в тому, що під впливом пуску, зупинки чи зміни режиму роботи однієї свердловини (або групи свердловин) змінюються (через деякий проміжок часу) дебіти і вибійні тиски інших свердловин, які експлуатують один об'єкт.
Синонім — інтерференція свердловин (від лат. inter — префікс, що означає перебування поміж, періодичність дії, скасування, знищення, і ferens (ferentis) — той, що несе, приносить) — взаємне посилення чи ослаблення хвиль (пружних, електромагнітних) у разі накладання їх одна на одну.